# Javier Aizarna Azula
Javier Aizarna Azula (Sant Sebastià, 5 d'abril de 1922 - 3 d'octubre de 1998) fou un polític basc. Treballà com a empleat de banca. Va ser soci de nombre de la Reial Societat Bascongada d'Amics del País i de l'Eusko Ikaskuntza i directiu de la Cambra de Comerç, Indústria i Navegació de Guipúscoa (1967-1979) i de la Societat Guipuscoana d'Oceanografia (1978-1985).
Com a militant del Partit Nacionalista Basc (PNB), Aizarna va desenvolupar diversos càrrecs, principalment relacionats amb les institucions forals de Guipúscoa. Fou el primer Diputat General (President) democràtic de la Diputació Foral de Guipúscoa des de 1979 fins al 1983 quan fou substituït al càrrec per José Antonio Ardanza Garro. Posteriorment, Aizarna va ser President de les Juntes Generals de Guipúscoa (el parlament foral) de 1983 a 1987. Paral·lelament a aquests dos càrrecs, Javier Aizarna fou també membre de les Juntes Generals des de 1979 a 1987 per la circumscripció electoral de Donostialdea. Finalment, a les eleccions generals espanyoles de 1986 fou escollit senador per Guipúscoa, càrrec que ostentà des de 1986 fins a 1989.